# HD 6434
HD 6434 ist ein Stern im Sternbild Phönix, der vom Exoplaneten HD 6434 b mit einer Umlaufperiode von rund 22 Tagen umkreist wird. Der Stern besitzt eine Spektralklasse von G; seine Masse entspricht in etwa der Masse der Sonne. Seine Entfernung zur Erde beträgt ca. 135 Lichtjahre.

## Planetarer Begleiter
Der im Jahr 2000 durch Mayor et al. mit Hilfe der Radialgeschwindigkeitsmethode entdeckte Begleiter hat eine Mindestmasse von 0,4 Jupitermassen. Die große Halbachse der Bahn misst ca. 0,14 Astronomischen Einheiten, die Exzentrizität beträgt 0,17.